# Estadio Ferroviario de Valparaíso
El Estadio Ferroviario de Valparaíso fue un recinto deportivo ubicado en los terrenos de la Estación Barón, en el plan de la ciudad de Valparaíso, Chile. Fue construido en 1922, y albergó los encuentros como local de Valparaíso Ferroviarios hasta su demolición en 1929.

## Historia
Este recinto fue construido por la Asociación de Football de Chile en conjunto con la Asociación de Ferroviarios, que disponía de los terrenos en la Estación Barón. Fue inaugurado el 18 de agosto de 1922, tenía una capacidad para 12 000 espectadores y contaba con tribunas en tres de sus costados.
El estadio se convirtió en una alternativa para el desarrollo del fútbol porteño, ya que hasta su construcción la mayoría de los encuentros se disputaban en las canchas del Valparaíso Sporting, en la vecina ciudad de Viña del Mar, o en recintos sin grandes comodidades ni con tan fácil acceso dentro de Valparaíso como en el cerro Playa Ancha o en Las Zorras.
Aparte del fútbol también acogió otras deportes como atletismo, boxeo, actividades bomberiles, además de diversas actividades artísticas. En 1928 fue sede de un homenaje al medallista olímpico Manuel Plaza.
La modernización del sector Barón, llevó a la destrucción del estadio en el año 1929.